# توماس د. تيري
توماس د. تيري (بالإنجليزية: Thomas D. Terry)‏ هو كاهن كاثوليكي أمريكي، ولد في 1816، وتوفي في 1897.